# カタリーナ・フォン・ハプスブルク (1256-1282)
カタリーナ・フォン・ハプスブルク（ドイツ語：Katharina von Habsburg, 1256年ごろ - 1282年4月4日）は、ローマ王ルドルフ1世とゲルトルート・フォン・ホーエンベルクの娘。1279年ごろに下バイエルン公オットー3世と結婚した。オットー3世はカタリーナの死後にハンガリー王となっている（在位：1305年 - 1307年）。

## 生涯
バイエルンとオーストリアが和解していた短期間の間に、ハインリヒ13世とルドルフ1世との間で、ハインリヒ13世の長男オットー3世とルドルフ1世の娘カタリーナとの結婚が、4万マルクの持参金とともに決められた。この金額と引き換えに、ハインリヒはオブ・デア・エンス（現在のオーバーエスターライヒ）を担保として要求した。この合意により、ルドルフ1世はオタカル2世との争いにおいて、ウィーンへの通路を確保した。
結婚式は1279年ごろにウィーンで行われた。しかし、両家の和解していた期間は長くは続かなかった。ルドルフ1世がオーストリアで勝利した後、ハインリヒはオブ・デア・エンスの獲得をあきらめざるを得ず、また持参金も3千マルクに減額された。カタリーナは結婚から3年後にランツフートで死去し、ゼリゲンタール修道院に埋葬された。オットー3世との間には1380年に双子の男子ルドルフとハインリヒが生まれたが、どちらも生後間もなくして死去した。1383年の仲裁裁定により、ハインリヒ13世はルドルフ1世の後継者であるアルブレヒト1世に3千マルクを返還することとなった。